# Pétrel des Fidji
Pseudobulweria macgillivrayi
Espèce
Statut de conservation UICN

 CR C2a(i,ii);D : 
En danger critique
Le Pétrel des Fidji (Pseudobulweria macgillivrayi) est une espèce d'oiseaux de la famille des Procellariidae.

## Histoire
On croyait que le Pétrel des Fidji avait disparu depuis 1855 jusqu'au jour où un chasseur les redécouvrit, en 1984.

## Répartition
Cet oiseau est endémique de l'île Gau (Fidji).